# Produtor presumido
Usamos a expressão produtor presumido quando nos referimos aquele que importa o produto ou vende produtos sem identificação clara de seu fabricante, produtor, importador ou construtor, assumindo a responsabilidade.